# Єдиний державний реєстр осіб, щодо яких застосовано положення Закону України «Про очищення влади»
Єдиний державний реєстр осіб, щодо яких застосовано положення Закону України «Про очищення влади» — це електронна база даних, яка містить відомості про осіб, щодо яких застосовано заборону, передбачену частиною третьою або четвертою статті 1 Закону України «Про очищення влади».

## Статус
Держатель Реєстру — Міністерство юстиції України.
Адміністратор Реєстру — державне підприємство «Інформаційний центр» Міністерства юстиції України.
Положення про реєстр затверджене наказом Міністерства юстиції України від 16 жовтня 2014 № 1704/5. Інформацію про реєстр осіб, щодо яких застосовано положення Закону України «Про очищення влади», можна знайти у відкритих базах даних.